# Phalonidia latifasciana
Phalonidia latifasciana es una especie de polilla del género Phalonidia, categorizada en la tribu Cochylini, de la subfamilia Tortricinae.
Fue descrita por Razowski en 1970 y publicada en Microlepid. Palaearctica 3: 206. Se distribuye por Asia Central, en Waganowo, en el distrito Kemerowsk.